# Trojúhelníková teorie lásky
Trojúhelníková teorie lásky (případně Triangulární teorie lásky, původně anglicky Triangular theory of love) je teorie lásky představená v roce 1986 Robertem J. Sternbergem. Tato teorie patří do oblasti blízkých interpersonálních vztahů. Podle Sternberga se láska skládá ze tří základních složek:
- vášeň (passion) – tzv. „horká“ komponenta, motivační složka, charakterizována jako složka sexuální přitažlivosti, pocitů zamilovanosti, je zdrojem touhy
- intimita (intimacy) – tzv. „hřejivá“ komponenta, emoční složka, charakterizována potřebou blízkosti, sdílení pocitů a porozumění
- oddanost / závazek (commitment) – tzv. „chladná“ komponenta, charakterizována záměrem člověka ve vztahu setrvat, odráží oddanost

Každá z těchto složek se určitým způsobem vyvíjí v čase. Intimita se vyvíjí především na začátku vztahu dvou lidí a poté mírně klesá nebo stagnuje. Vášeň je obvykle nejsilnější v počátcích vztahu a později se umírňuje. Proměnlivý vývoj má oddanost, která se mění např. v závislosti na společných životních zážitcích s tím, jak se vyvíjí pocit závazku mezi dvěma lidmi. Jednotlivé složky mohou být kombinovány v různých stupních, nicméně láska může být tvořena i ze složky samotné.
Tyto složky lze vyobrazit jako vrcholy trojúhelníku. Jeho plocha se mění na základě kvantity jednotlivých složek, tedy čím je větší láska, tím je větší plocha. Jeho tvar závisí na rovnoměrnosti výskytu míry složek, podle kterého je určen druh lásky.

## Druhy lásky
Sternberg ve své teorii rozlišuje lásku na základě mísení a v čase proměnlivým poměrem jednotlivých složek na 8 různých druhů.
|                                  | Intimita | Vášeň | Závazek |
| Lhostejnost (Non-love)           | −        | −     | −       |
| Náklonnost (Liking)              | +        | −     | −       |
| Zamilovanost (Infatuated love)   | −        | +     | −       |
| Platonická láska (Empty love)    | −        | −     | +       |
| Romantická láska (Romantic love) | +        | +     | −       |
| Věrná láska (Compationate love)  | +        | −     | +       |
| Pošetilá láska (Fatuous love)    | −        | +     | +       |
| Dokonalá láska (Consummate love) | +        | +     | +       |

Když se dva lidé potkají, může se jejich láska vyvinout z důvěrného přátelství nebo naopak to může být „láska na první pohled“, pro kterou je v jejích počátcích charakteristická zamilovanost a vášeň. Taková láska, ve které převažuje intenzivní citová vazba a sexuální touha, se nazývá poblázněná nebo vášnivá láska. Vztah, ve kterém je zásadní oddanost, lze nazvat prázdnou platonickou láskou. Pokud je mezi dvěma lidmi nejvýznamnější jejich vzájemná intimita, je to láska sebeodhalování či náklonnosti.
Každý vztah má jiný poměr intimity, lásky a oddanosti. Pokud se jedná o vztah založený na intimitě a oddanosti bez vášně, je to přátelství, kamarádská láska. Naopak, když ve vztahu převažuje intimita a vášeň a oddanost má menší význam, je to romantická láska. Posledním typem je fatální láska vycházející ze silné vášně a oddanosti. Někde na pomezí všech těchto tří složek se nachází úplná láska.
Osmým druhem lásky v této teorii, který někdy bývá vynecháván, protože v podstatě láskou ani není, je typ vztahu, v němž není zastoupena ani jedna ze tří složek, takže ji nelze ani zakreslit do Sterbergova trojúhelníku. Sternberg ji nazývá neláska (lhostejnost).

## Praxe
Trojúhelníková teorie lásky byla převedena do praxe metodou Triangular Love Scale. Sternberg vytvořil dotazník obsahující 36 položek, pro každou komponentu lásky bylo přiděleno 12 položek. Stanovil devítibodové škály – 1 = vůbec, 9 = absolutně.